# ناتالیا پاره‌موزووا
ناتالیا پاره‌موزووا (ارمنی: Նատալյա ֆեոդորի Փարեմուզովա؛ Natalia Paremuzova زاده ۱۹۰۷ - درگذشته ۱۹۹۱ ۱۹۹۱) یک معمار اهل ارمنستان بود.

## زندگی‌نامه
وی در ۱۹۰۷ در تفلیس به دنیا آمد . وی همچنین برندهٔ جوایزی همچون جایزه دولتی ارمنستان شوروی شده است. وی در ۱۹۹۱ در سن ۸۴ سالگی در تفلیس درگذشت.

## نگارخانه

میدان لنین ایروان، تمبر ۱۹۷۸ اتحاد شوروی